# أيائل العالم القديم
أيائل العالم القديم (الاسم العلمي: Cervinae) (التسمية تدل على موطنها الأصلي، وليس توزيعها الحالي) أسرة من الأيائل تمتاز عن أيائل العالم الجديد نظرا لبنية كاحلها.